# نیکولایفکا (شهرستان ینوتایفسکی، استان آستراخان)
نیکولایفکا (به لاتین: Nikolayevka) یک منطقهٔ مسکونی در روسیه است که در استان آستراخان واقع شده‌است.